# Cyclargus bethunebakeri
Cyclargus bethunebakeri är en fjärilsart som beskrevs av Comstock och Huntington 1946. Cyclargus bethunebakeri ingår i släktet Cyclargus och familjen juvelvingar. Inga underarter finns listade i Catalogue of Life.